# Conus erythraeensis
Espèce
Statut de conservation UICN

 LC  : Préoccupation mineure
Conus erythraeensis est une espèce de mollusques gastéropodes marins de la famille des Conidae.
Comme toutes les espèces du genre Conus, ces escargots sont prédateurs et venimeux. Ils sont capables de « piquer » les humains et doivent donc être manipulés avec précaution, voire pas du tout.

## Description
La taille de la coquille varie entre 16 mm et 35 mm. La coquille est petite, lisse et striée en dessous. Elle est d'un blanc jaunâtre, avec des rangées tournantes de taches marron quadrangulaires, parfois partiellement voilées, de manière à former des bandes de nuages marron. La spire est maculée. 

## Distribution
Cette espèce est présente dans la mer Rouge et dans le nord-ouest de l'océan Indien.

### Niveau de risque d’extinction de l’espèce
Selon l'analyse de l'UICN réalisée en 2011 pour la définition du niveau de risque d'extinction, cette espèce est connue d'au moins trois populations distinctes : une de Masawa, en Érythrée ; une deuxième s'étendant de l'Érythrée à la Somalie ; et une troisième sur l'île de Kuria Muria, à Oman. Elle se trouve dans une zone où il y a probablement peu de perturbations, bien qu'il y ait une certaine pollution marine dans la région. Elle est susceptible de bénéficier de la protection existante de la mer Rouge qui empêche la collecte. La population de Kuria Muria, qui est isolée des autres populations, est susceptible d'être menacée par la pollution, car elle se trouve à de faibles profondeurs. Dans l'ensemble, cependant, la population mondiale est considérée comme étant de préoccupation mineure.

## Taxonomie

### Publication originale
L'espèce Conus erythraeensis a été décrite pour la première fois en 1843 par l'éditeur et naturaliste britannique Lovell Augustus Reeve (1814-1865) dans la publication intitulée « Conchologia Iconica, or, illustrations of the shells of molluscous animals »,.

### Synonymes
- Asprella erythraeensis (Reeve, 1843) · non accepté
- Conus (Phasmoconus) erythraeensis Reeve, 1843 · appellation alternative
- Conus adustus G. B. Sowerby II, 1858 · non accepté
- Conus couderti Bernardi, 1860 · non accepté
- Conus dillwynii Reeve, 1849 · non accepté
- Conus hamilli Crosse, 1858 · non accepté
- Conus induratus Reeve, 1849 · non accepté
- Conus piperatus Reeve, 1844 · non accepté
- Conus quadratomaculatus G. B. Sowerby II, 1866 · non accepté
- Phasmoconus (Graphiconus) erythraeensis (Reeve, 1843) · non accepté
- Phasmoconus erythraeensis (Reeve, 1843) · non accepté

## Identifiants taxonomiques
Chaque taxon catalogué par les bases de données biologiques et taxonomiques possède un identifiant qui permet d'établir un point de référence. Les identifiants de Conus erythraeensis dans les principales bases sont les suivants :
CoL : XXCN - GBIF : 5728369 - iNaturalist : 431955 - IRMNG : 10540008 - TAXREF : 155493 - UICN : 192394 - WoRMS : 215491 - ZOBODAT : 120398